# エミール・ルドルフ・ヴァイス
エミール・ルドルフ・ヴァイス（Emil Rudolf Weiß または Weiss 、1875年10月12日 - 1942年11月7日）はドイツの画家、イラストレーターである。書体（フォント）のデザイナーでもあった。

## 略歴
バーデン＝ヴュルテンベルク州のラール/シュヴァルツヴァルトで生まれた。ブライザハ・アム・ラインやバーデン＝バーデンで育った。1893年から1896年までカールスルーエの美術学校でロベルト・ペッツェルベルガーに学び、1895年に本の装丁の仕事をして、また自らの詩集を出版した。1900年までに4冊の詩文集を出版し、1896年から1897年にパリを訪れ、アカデミー・ジュリアンでも学んだ 。美術評論家のユリウス・マイヤー＝グラーフェや画家のエドヴァルド・ムンクにも知られるようになり、有名であった版画家、フェリックス・ヴァロットンと同じ本の挿絵を描くようになった。1897年から1903年の間もカールスルーエのハンス・トーマやシュトゥットガルトのレオポルト・フォン・カルクロイトのもとで修行を続けた。この頃同僚の画家、ホーファー(Karl Hofer)やフライホルト(Konrad Ferdinand Edmund von Freyhold)、ラーゲ(Wilhelm Laage)らと友人になり、1899年にはホーファーとパリを訪れた。
1903年からハーゲン生まれでドイツの前衛芸術のパトロンのオストハウス(Karl Ernst Osthaus)がハーゲンに設立した美術館(Folkwang Museum)の絵画教室の教師に雇われ、3年ほどその仕事を続けた。
ハーゲンでは様々な仕事に取組み、ルートヴィヒ・シュトルヴェルクのチョコレート会社のための絵画カードのデザインをし、地元の出版社のために本の装丁した。1904年に「ミュンヘン分離派」がミュンヘンで開いたドイツ画家協会(Deutscher Künstlerbund)の最初の展覧会に出展した。詩人リヒャルト・デーメルの子供むけの書籍の挿絵も描いた。1907年にベルリンに呼ばれ、ベルリンの工芸学校(Unterrichtsanstalt des Kunstgewerbemuseums Berlin)で教え始め、1910年に教授になりその仕事を1933年まで続けた。ベルリンでは「ベルリン分離派」のメンバーとして活動した。
1922年にプロイセン美術アカデミーのメンバーに選ばれた。1924年にヴァイマル共和国の硬貨のデザインをした。多くの活字のデザインをした。「Weiß-Fraktur」(1913)、「Weiß-Antiqua」(1928)、「Weiß-Gotisch」(1936)、「Weiß-Rundgotisch」 (1937)などがあり現在も使われているものもある。
1933年にナチスが政権を取ると、教授資格が取り消され、バーデン＝バーデンに移り、執筆活動をした。1936年にハンブルクで開催された最期のドイツ画家協会の定例展覧会に参加したが、この展覧会も「帝国文化院」によって中止された・翌年、アカデミーの会員から追放された。1942年に心臓疾患から亡くなった。

## 作品

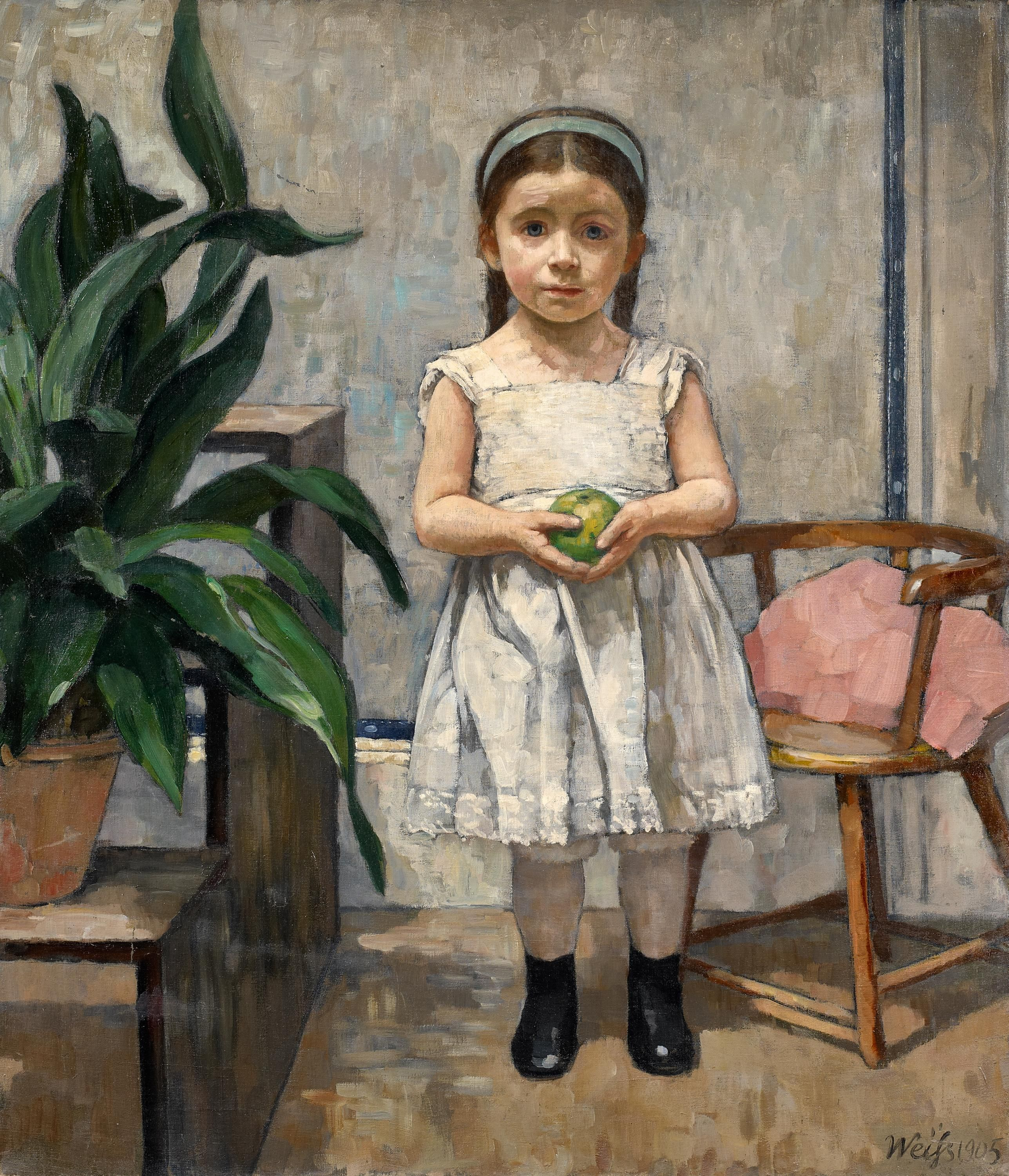
「青りんごを持つ少女」(1905)
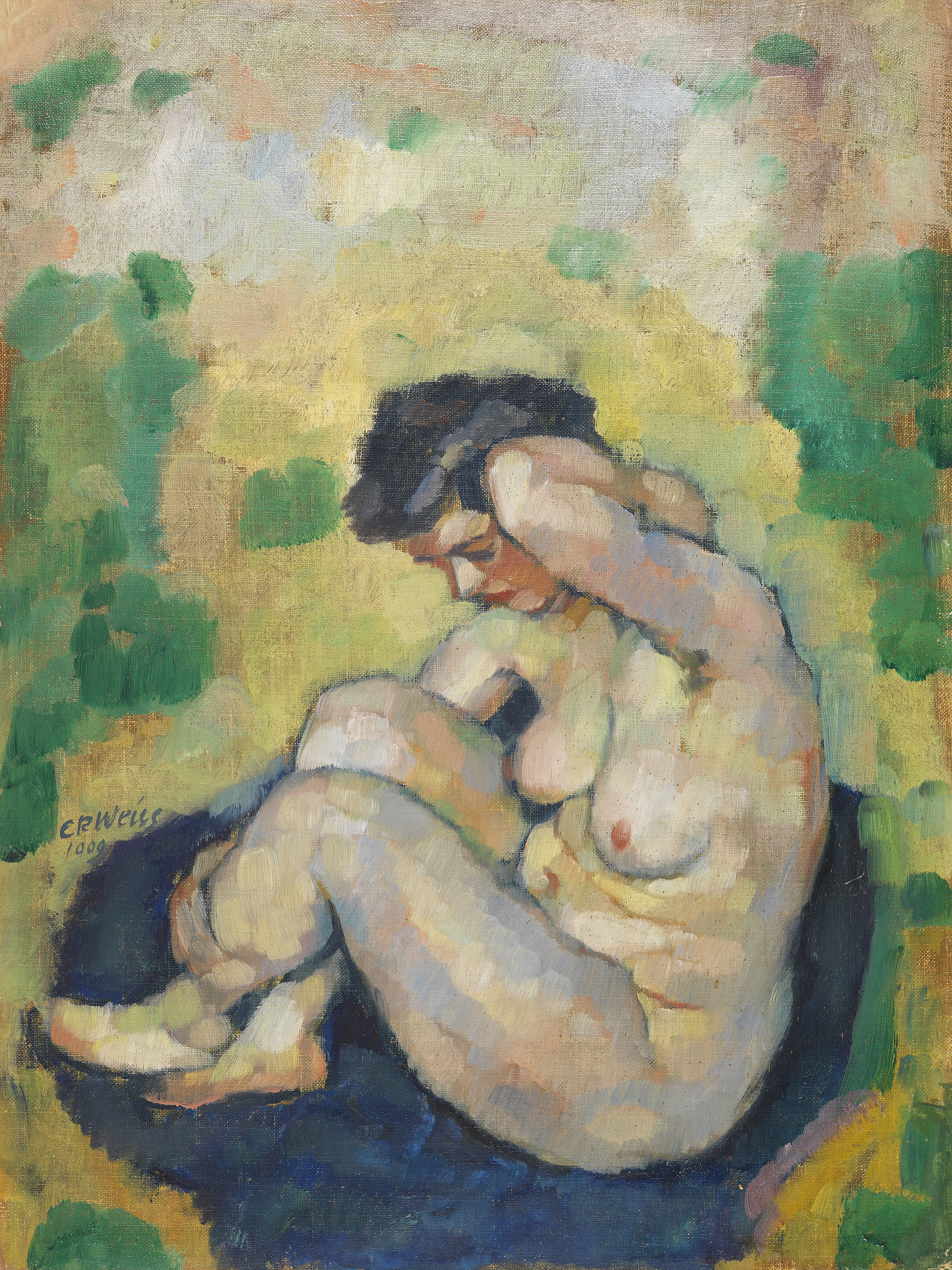
ヌード(1909)
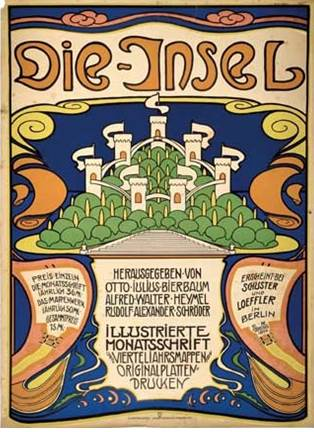
劇場ポスター(1899)
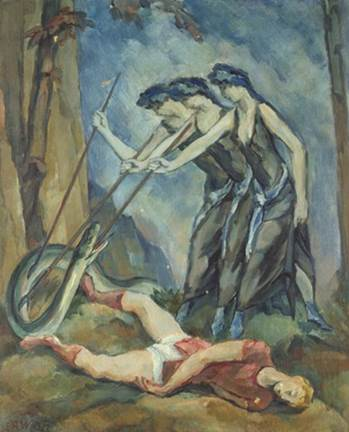
(1913)